# Bernardvillé
Bernardvillé (deutsch Bernhardsweiler, elsässisch Batschwiller (im Loch)) ist eine französische Gemeinde mit 202 Einwohnern (Stand 1. Januar 2021) im Département Bas-Rhin in der Region Grand Est (bis 2015 Elsass).

## Geographie
Das Dorf liegt in einem Seitental in den nördlichen Vogesen und ist hauptsächlich von Wald und Weinbergen umgeben. Neben Kleingewerbe gibt es auch Landwirtschaftsbetriebe, die Acker- und Weinbau betreiben.

## Geschichte
Von 1871 bis zum Ende des Ersten Weltkrieges gehörte Bernhardsweiler als Teil des Reichslandes Elsaß-Lothringen zum Deutschen Reich und war dem Kreis Schlettstadt im Bezirk Unterelsaß zugeordnet.

## Bevölkerungsentwicklung
| Jahr      | 1910 | 1962 | 1968 | 1975 | 1982 | 1990 | 1999 | 2008 | 2017 |
| Einwohner | 274  | 191  | 194  | 188  | 146  | 187  | 199  | 212  | 231  |

## Sehenswürdigkeiten

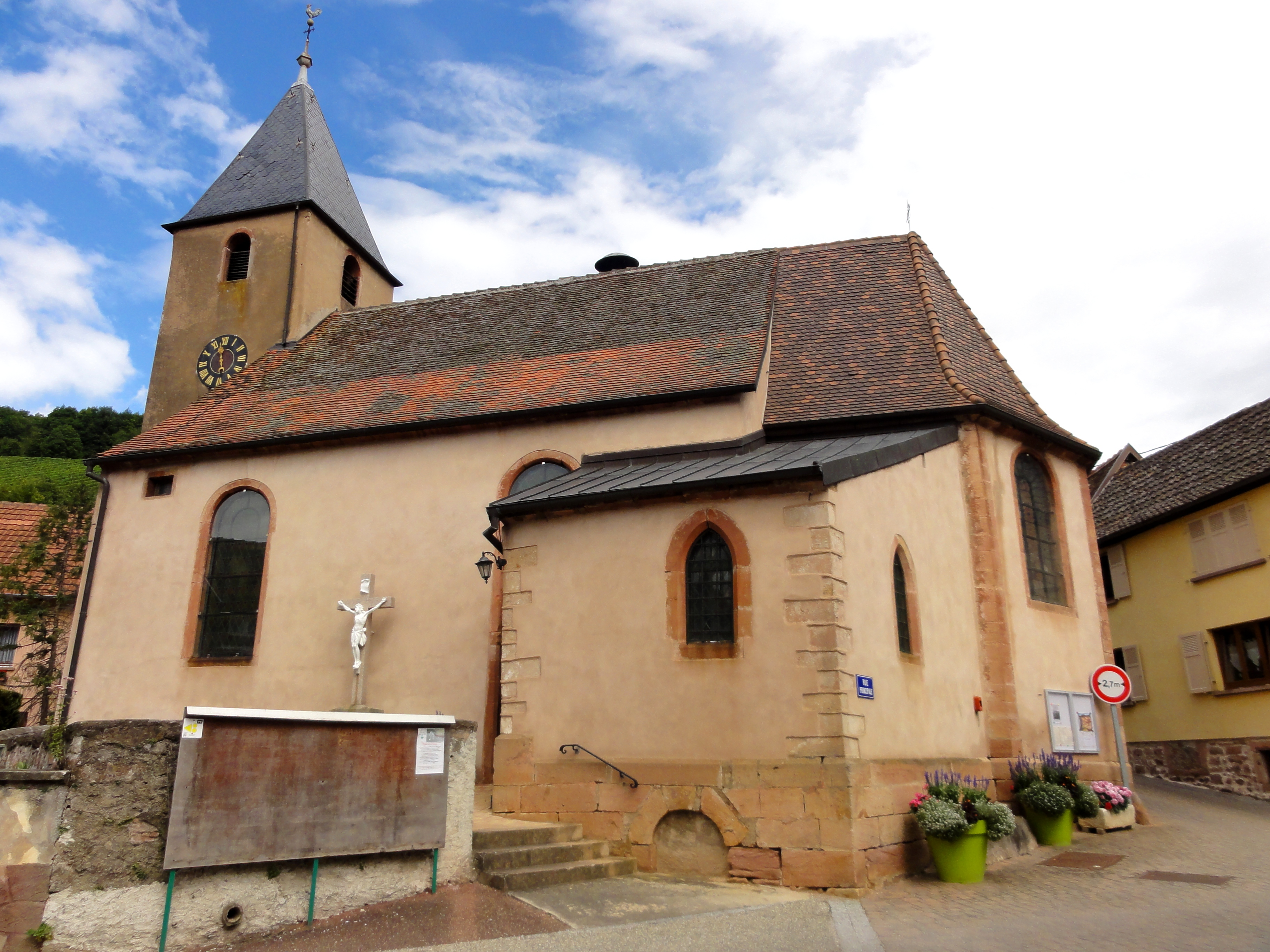
Kirche Saint-Antoine-Ermite

Etwa einen Kilometer südlich des Ortes befindet sich das ehemalige Zisterzienserkloster Baumgarten, das seit Ende 2009 von Trappistinnen genutzt wird.